# Hugo Binder
Hugo Binder (* 1. April 1893 in Reinhausen; † 5. September 1960 in Worms) war ein deutscher Gewerkschafter, NS-Verfolgter und Kommunalpolitiker (KPD).

## Leben
Hugo Binder wurde 1893 in eine katholische Familie hineingeboren. Sein Vater war Zimmermann. Nach dem Besuch der Volksschule trat er in dessen Fußstapfen und absolvierte eine Lehre zum Zimmermann. Bereits in seinen Lehrjahren trat er dem Zentralverband der Zimmerer Deutschlands bei. Er ließ sich anschließend „fremdschreiben“ und besuchte verschiedene Länder, unter anderem die Schweiz, Spanien, Ägypten und Palästina.
Zurück in Deutschland diente er als Soldat im Ersten Weltkrieg. Er ließ sich anschließend in Worms nieder, wo er eine Anstellung fand, und gründete eine Familie. Im Jahr 1923 trat er der KPD bei. Er engagierte sich gewerkschaftlich und übernahm 1922 den Vorsitz der Ludwigshafener Zahlstelle des Zentralverbands der Zimmerer. Als er von seiner damaligen Firma entlassen wurde, ging er ohne Familie in die Vereinigten Staaten, wo er von 1924 bis 1927 arbeitete. Auch dort schloss er sich einer Gewerkschaft an, der United Brotherhood of Carpenters and Joiners of America, die in der American Federation of Labor organisiert war.
1927 kehrte er nach Deutschland zurück. Dort fand er jedoch nur kurzzeitige Anstellungen und reiste im gesamten Reichsgebiet umher. Nach der Machtergreifung ging er kurzerhand ins Saargebiet, wo er jedoch keine Arbeit fand. So kehrte er nach Worms zurück, wo er verhaftet wurde und in das Konzentrationslager Osthofen überstellt wurde. Anschließend emigrierte er nach Frankreich, kehrte jedoch bereits 1934 zurück zu seiner Familie in Worms. Trotz gewerkschaftlichen Engagements und KPD-Mitgliedschaft erhielt er am 31. März 1935 das Frontkämpferehrenkreuz verliehen. Während des Dritten Reiches engagierte er sich im Widerstand der KPD. Arbeit fand er in Mannheim bei der Firma Geuder, die ihn trotz Aufforderung zur Entlassung bis zum Ende des Dritten Reiches illegal weiterbeschäftigten.
In den Nachkriegsjahren kämpfte er um die Anerkennung als Verfolgter des NS-Systems. Während die Städtische Betreuungsstelle ihn anerkannte, versagte ihm die Landesregierung Rheinland-Pfalz die Anerkennung. Schon kurz nach dem Zusammenbruch des Dritten Reiches begann er mit der Wiederaufnahme seiner gewerkschaftlichen Arbeit. So engagierte er sich für eine zentralistische Einheitsgewerkschaft und übernahm selbst den Vorsitz des Landesverbands IG Bau, gehörte der Fachgruppe Baugewerkschaft im Freien Gewerkschaftsbund sowie dem Bundesbeirat des Allgemeinen Gewerkschaftsbunds Rheinland-Pfalz an.
Auch engagierte er sich erneut in der KPD und vertrat diese von 1945 bis 1948 im Stadtrat von Worms. 1951 wurde er jedoch von der Partei ausgeschlossen, da er nicht auf seine Gewerkschaftsarbeit verzichten wollte. Die „These 37“ des Parteitags 1951 war ein Angriff auf die amtierenden Gewerkschaftsfunktionäre und bedeutete in der Konsequenz für viele Parteimitglieder entweder das Aus in der Partei oder in der Gewerkschaft.
So wurde Binder von der KPD zum Streik aufgefordert, was dieser jedoch ablehnte, da die Arbeiter seiner Meinung nach nicht kampfbereit waren. Dafür wurde er aus der KPD wegen „mangelnder Streikbereitschaft“ ausgeschlossen, womit er sich faktisch für seine Gewerkschaftsarbeit entschied. Binder wurde anschließend Bezirksleiter für Rheinland-Pfalz in der IG Bau-Steine-Erden, wo er zu den engagiertesten Funktionären zählte.

## Privatleben
Hugo Binder war seit 1922 verheiratet und hatte insgesamt fünf Kinder, die alle zwischen 1923 und 1934 in Worms geboren wurden.